# 通州区 (南通市)
通州区（つうしゅう-く）は中華人民共和国江蘇省南通市に位置する市轄区。区内の興東街道に南通興東空港がある。
1993年2月、南通県から通州市となり、2009年3月31日、南通市通州区となった。

## 行政区画
- 街道:金沙街道、興東街道、先鋒街道、金新街道
- 鎮:西亭鎮、二甲鎮、東社鎮、三余鎮、十総鎮、石港鎮、劉橋鎮、平潮鎮、五接鎮、興仁鎮、張芝山鎮、川姜鎮